# Toyota Yaris (XP21)
| Sterne im Euro-NCAP-Crashtest | Fünf Sterne im Euro-NCAP-Crashtest |

Der Toyota Yaris (XP21) ist die vierte Generation des japanischen Kleinwagens Toyota Yaris. Er wurde im Oktober 2019 auf der Tokyo Motor Show gezeigt. Im Februar 2020 kam das Fahrzeug zunächst in Japan in den Handel, wo es erstmals auch als Yaris vermarktet wird. In Europa wird es seit Juni 2020 verkauft.

## Modellbeschreibung
Der Yaris XP21 ist ein viertüriger Kleinwagen mit Frontmotor und Vorderradantrieb. Der Wagen hat eine Länge von (je nach Ausstattung) 3940 bis 3995 mm. Der Radstand beträgt 2560 mm, die Höhe ist mit 1455 bis 1500 mm angegeben. Der Kofferraum fasst ohne Umklappen der Rücksitzlehne 286 Liter. Technisch baut der Kleinwagen als erstes Modell auf der TNGA-B-Plattform auf (Toyota New Global Architecture, B bezeichnet das Fahrzeugsegment). In der Karosserie wurden hochfeste Stähle verwendet. Dabei laufen Verstärkungen unter den Sitzen von vorn nach hinten, auch der Motorraum und der Kofferraum sind von einer Ringstruktur aus hochfesten Stählen umgeben. Das Fahrzeug hat auch einen Zentral-Airbag zwischen den Vordersitzen. Die Grundausstattung enthält weiter ein Pre-Collision Notbremssystem mit Fußgänger- und Fahrradfahrer-Erkennung, einen Kreuzungsassistent, einen aktiven Spurhalte- und Fernlichtassistent sowie eine Verkehrszeichenerkennung.

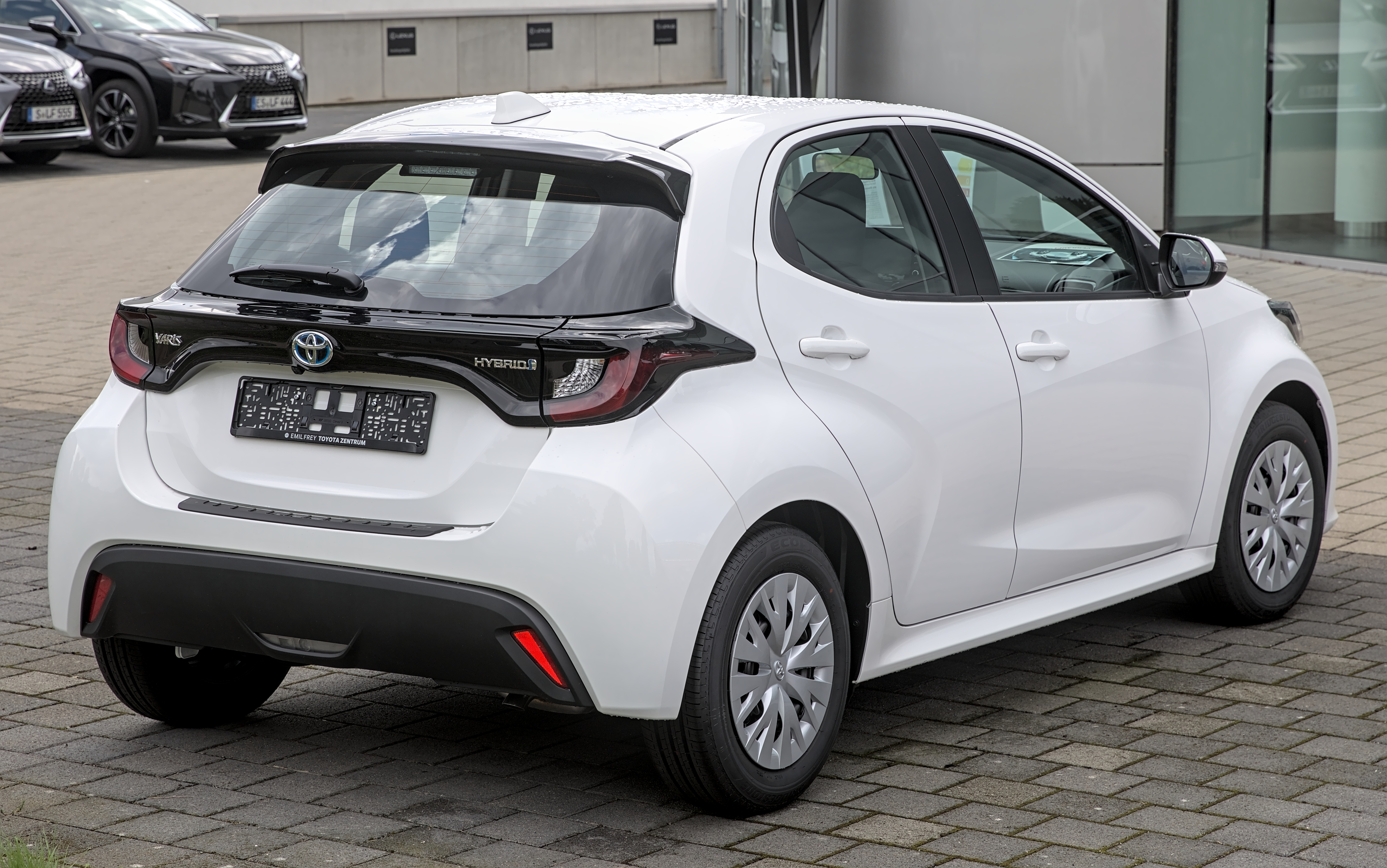
Heckansicht
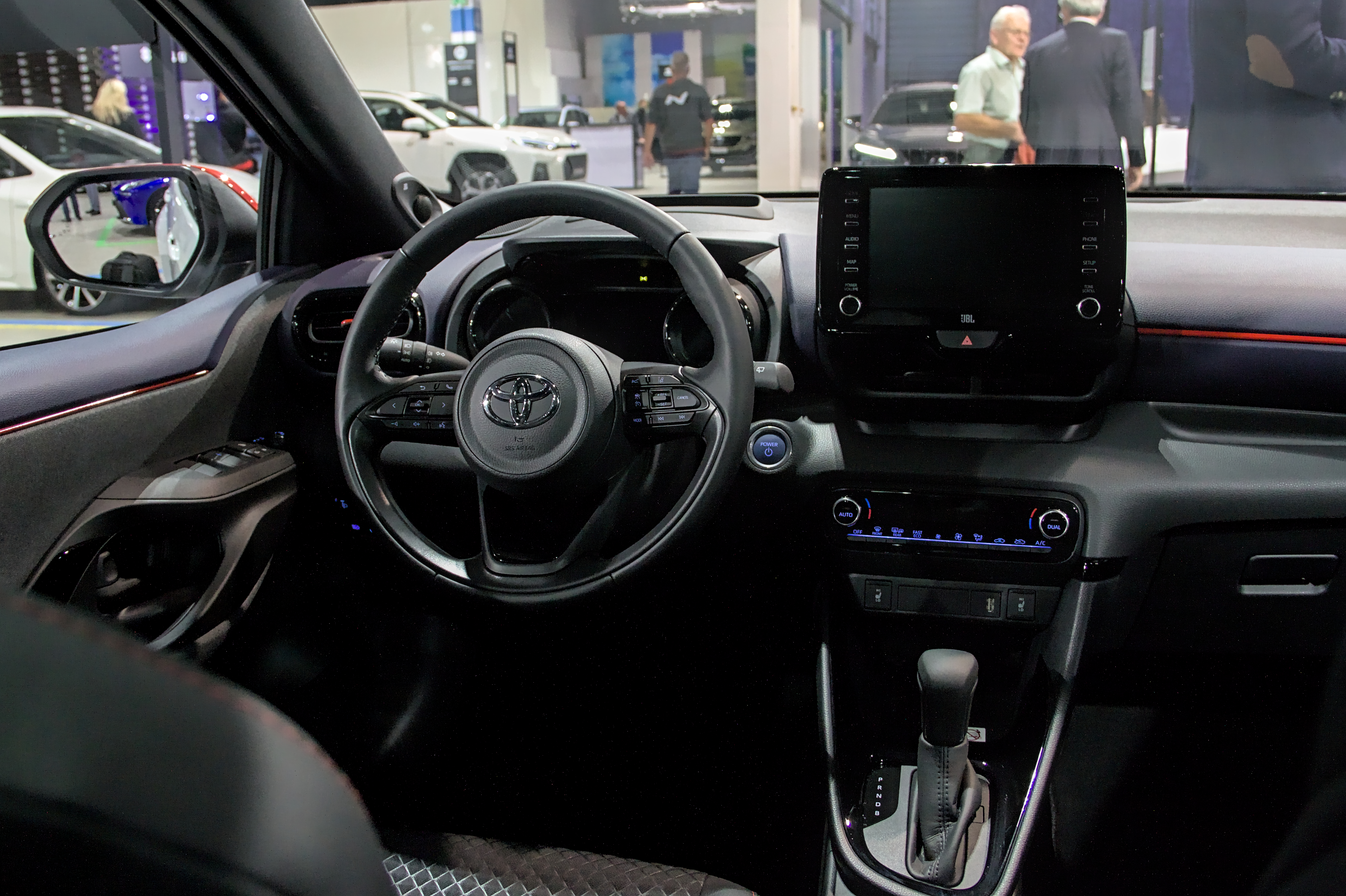
Toyota Yaris Hybrid, Armaturentafel

Das Fahrwerk hat vorne MacPherson-Federbeine und hinten eine Verbundlenkerachse. Sie kommt vom Zulieferer Benteler und wird in Deutschland hergestellt. Insgesamt strebte man geringere Wankneigung an.
Zunächst war der Yaris in Europa nur mit einem 85 kW (116 PS) starken Hybrid Synergy Drive erhältlich, bei dem ein 1,5-Liter-Ottomotor und eine elektrische Maschine den Wagen antreiben. Der elektrische Energiespeicher ist ein Lithium-Ionen-Akkumulator. Kurz darauf kamen auch die Versionen mit Ottomotor ohne Elektroantrieb in den Handel, die in Japan bereits zum Marktstart verfügbar waren. Es werden ausschließlich Dreizylinderottomotoren eingesetzt, mit Hubraumgrößen von 1,0, 1,5 und 1,6 Liter. Die Versionen mit mindestens 1,5 Liter Hubraum haben Benzindirekteinspritzung (Einspritzdruck 200 bar). Die 1,5-Liter-M15A-Motoren haben eine variable Atkinson-Ventilsteuerung und erreichen Wirkungsgrade von bis zu 40 Prozent.
In der Basisausstattung sind lediglich die Farben weiß, grau, schwarz sowie gegen Aufpreis silber wählbar. Die höchsten Ausstattungsvarianten Style und Elegant haben auch eine Zweifarblackierung. Für jene ist auch ein JBL-Soundpaket erhältlich. 2022 folgte die sportlicher gestaltete Ausstattungsvariante GR Sport. Für das Modelljahr 2024 präsentierte Toyota im Mai 2023 einen überarbeiteten Innenraum, überarbeitete Assistenzsysteme und einen modifizierten Hybrid-Antrieb mit 96 kW (130 PS). Zudem gibt es das Sondermodell Premiere Edition mit Zweifarblackierung und neu gestalteten Felgen.

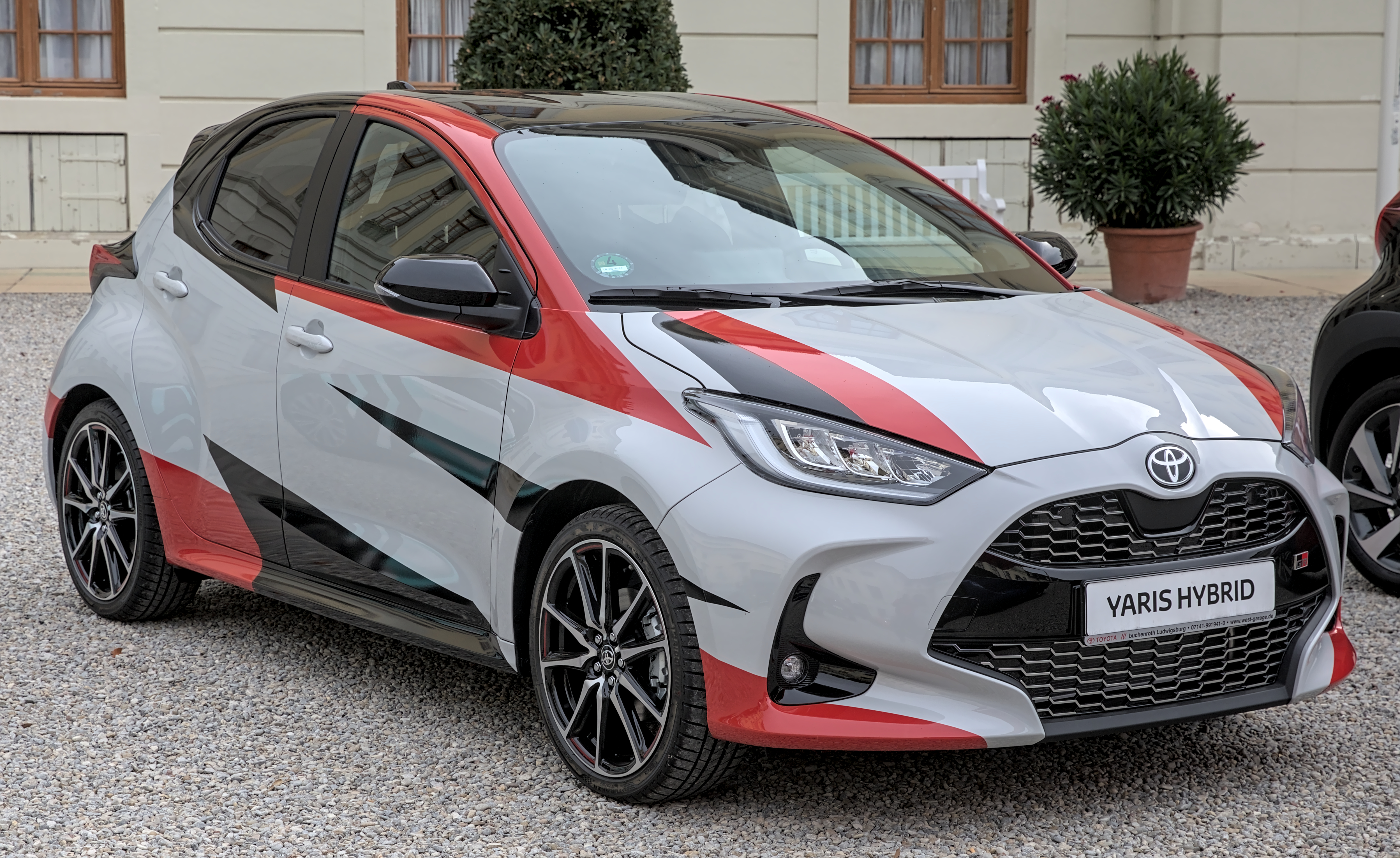
Toyota Yaris GR Sport Hybrid (seit 2022)
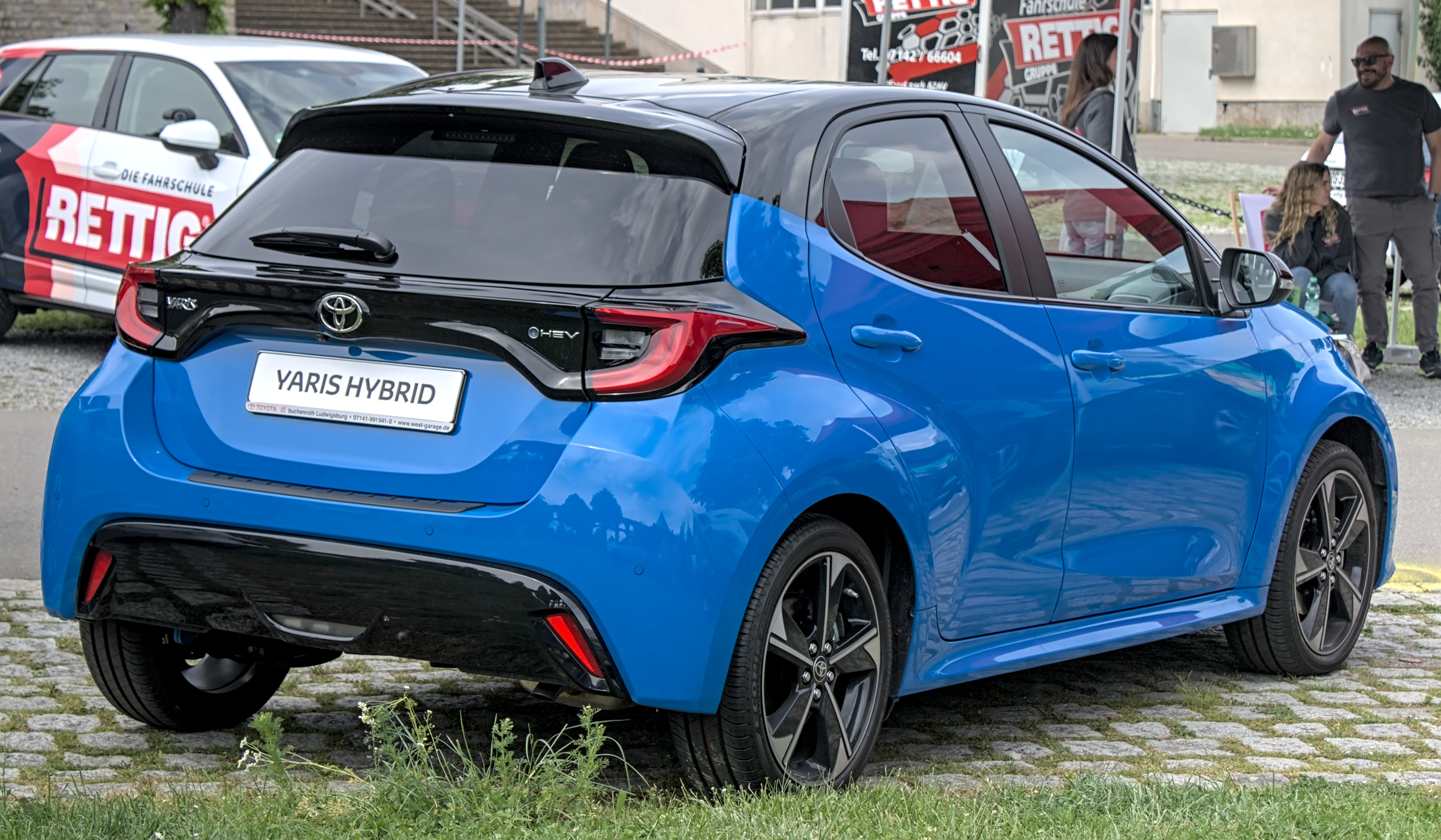
Toyota Yaris Premiere Edition Hybrid (2024)

## Verwandte Fahrzeuge

### GR Yaris

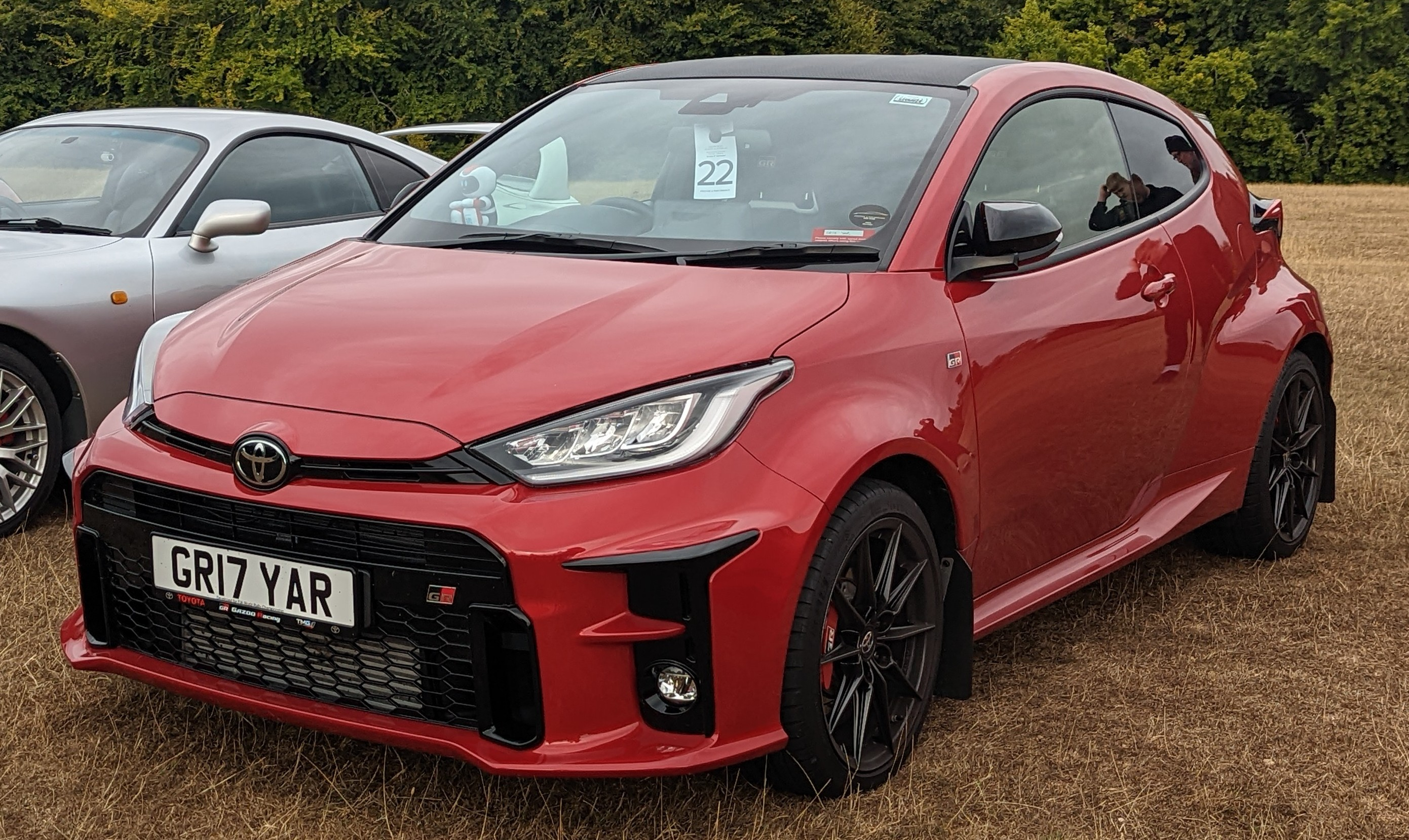
Toyota GR Yaris

Ursprünglich wollte Toyota das Topmodell der Baureihe GR Yaris im Rahmen der Rallye Australien im November 2019 präsentieren. Auf Grund der Buschbrände in Australien 2019/2020 wurde die Veranstaltung aber abgesagt und Toyota stellte den GR Yaris schließlich im Januar 2020 auf dem Tokyo Auto Salon vor. Der GR Yaris ist im Gegensatz zu den restlichen Modellen der Baureihe ausschließlich als Dreitürer verfügbar, wobei die Türen rahmenlos sind. Mit dem Fünftürer hat er karosserieseitig lediglich die Scheinwerfer, die Außenspiegel und die Antennenflosse gemeinsam. Im Gegensatz zum in Frankreich und Tschechien hergestellten Basismodell erfolgt die Produktion des GR Yaris im japanischen Motomachi. Ein aufgeladener 1,6-Liter-Dreizylinder-Ottomotor treibt den GR Yaris mit bis zu 206 kW (280 PS) an.

### Yaris Cross

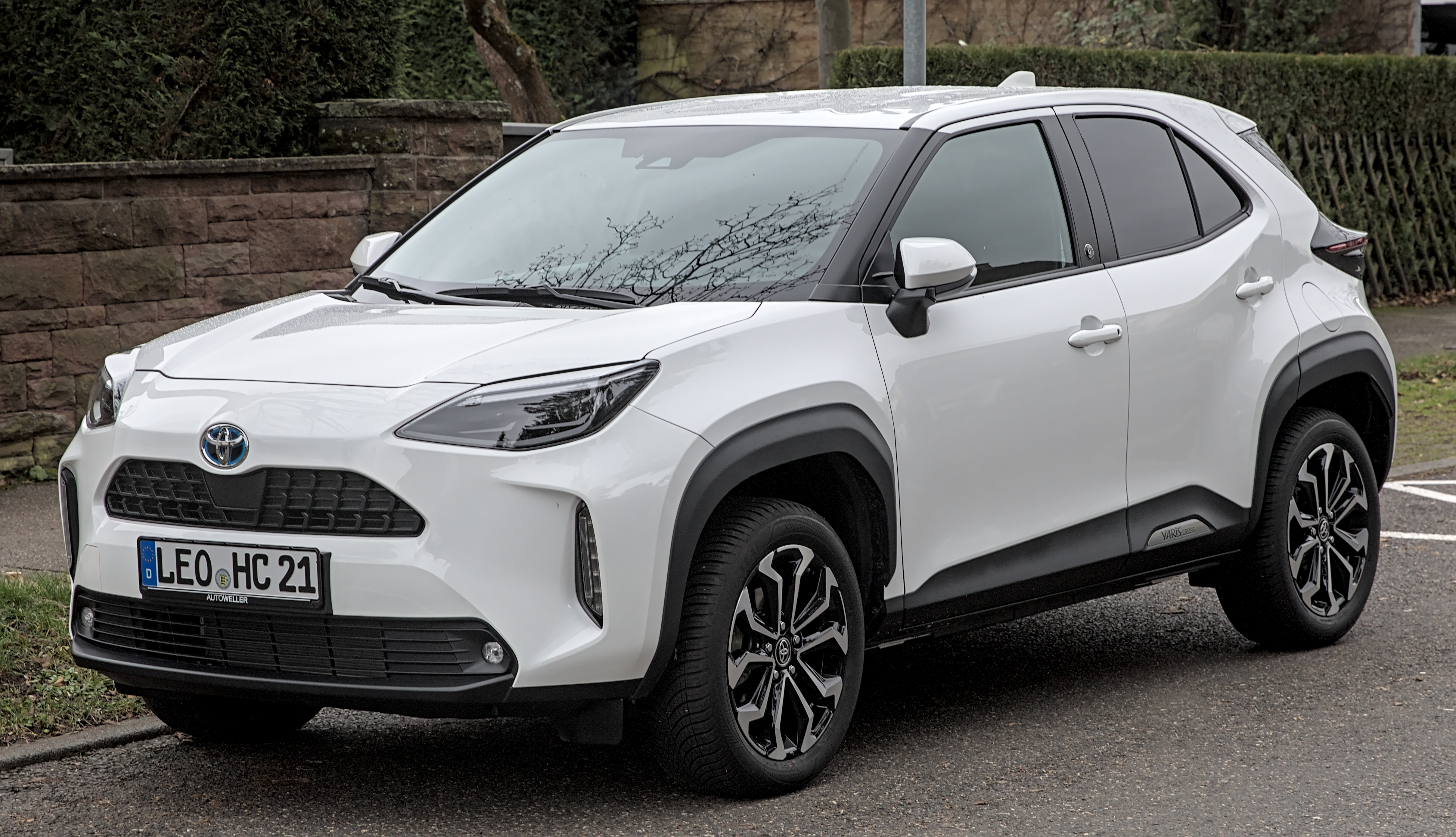
Toyota Yaris Cross

Auf dem Genfer Auto-Salon wollte Toyota am 3. März 2020 das auf dem Yaris basierende SUV Yaris Cross präsentieren. Auf Grund der COVID-19-Pandemie wurde der Auto-Salon Ende Februar 2020 abgesagt, worauf Toyota die Premiere verschob. Schließlich wurden am 23. April 2020 erste Bilder des SUV im Internet gezeigt.

### Aqua
Die zweite Generation des Toyota Aqua wird ausschließlich in Japan vermarktet, basiert aber auf dem Yaris. Sie verwendet den bekannten Hybridantrieb, hat aber einen effizienteren Nickel-Wasserstoff-Akkumulator.

### Mazda2
Ausschließlich in Europa wird die Baureihe seit Frühjahr 2022 auch als Mazda2 Hybrid (Typ XP21) angeboten. In diesem steht nur der Ottohybrid zur Auswahl. Der Vorgänger Mazda2 (Typ DJ) bleibt parallel dazu im Programm.

### Mitsuoka Viewt
Nachdem die ersten drei Generationen des Viewt des japanischen Herstellers Mitsuoka Jidōsha auf dem Nissan Micra aufbauten, wurde die vierte Generation im Februar 2023 auf Basis des Yaris vorgestellt. Das Design des Viewt soll sich am Jaguar Mark 2 orientieren. Erhältlich ist das Fahrzeug nur auf dem japanischen Markt.

## Technische Daten
|                                    |                                    | 1.0                                     | 1.5                                     | 1.5 Hybrid 115                                         | 1.5 Hybrid 130                          | GR Yaris                                | GR Yaris                                |
| ---------------------------------- | ---------------------------------- | --------------------------------------- | --------------------------------------- | ------------------------------------------------------ | --------------------------------------- | --------------------------------------- | --------------------------------------- |
| Bauzeitraum                        | Bauzeitraum                        | 09/2020–07/2023                         | 09/2020–07/2023                         | seit 09/2020                                           | seit 01/2024                            | 11/2020–04/2024                         | seit 04/2024                            |
| Motor                              |                                    |                                         |                                         |                                                        |                                         |                                         |                                         |
| Motorart                           | Motorart                           | Otto                                    | Otto                                    | Voll-Hybrid                                            | Voll-Hybrid                             | Otto                                    | Otto                                    |
| Motorcode                          | Motorcode                          | 1KR-FE                                  | M15A-FKS                                | M15A-FXE                                               | M15A-FXE                                | G16E-GTS                                | G16E-GTS                                |
| Einbauposition / Motorbauart       | Einbauposition / Motorbauart       | Frontmotor / Reihe                      | Frontmotor / Reihe                      | Frontmotor / Reihe                                     | Frontmotor / Reihe                      | Frontmotor / Reihe                      | Frontmotor / Reihe                      |
| Anzahl Zylinder                    | Anzahl Zylinder                    | 3                                       | 3                                       | 3                                                      | 3                                       | 3                                       | 3                                       |
| Hubraum                            | Hubraum                            | 998 cm³                                 | 1490 cm³                                | 1490 cm³                                               | 1490 cm³                                | 1618 cm³                                | 1618 cm³                                |
| Gemischaufbereitung                | Gemischaufbereitung                | Saugrohreinspritzung/Direkteinspritzung | Saugrohreinspritzung/Direkteinspritzung | Saugrohreinspritzung/Direkteinspritzung                | Saugrohreinspritzung/Direkteinspritzung | Saugrohreinspritzung/Direkteinspritzung | Saugrohreinspritzung/Direkteinspritzung |
| Aufladung                          | Aufladung                          | —                                       | —                                       | —                                                      | —                                       | Turbo                                   | Turbo                                   |
| Anzahl Ventile                     | Anzahl Ventile                     | 12                                      | 12                                      | 12                                                     | 12                                      | 12                                      | 12                                      |
| Ventilsteuerung                    | Ventilsteuerung                    | DOHC                                    | DOHC                                    | DOHC                                                   | DOHC                                    | DOHC                                    | DOHC                                    |
| Nockenwellenverstellung            | Nockenwellenverstellung            | VVT-i                                   | VVT-i                                   | VVT-i                                                  | VVT-i                                   |                                         |                                         |
| Leistung maximal                   | Systemleistung                     | 53 kW (72 PS) bei 6000/min              | 92 kW (125 PS) bei 6600/min             | 85 kW (116 PS)                                         | 96 kW (130 PS)                          | 192 kW (261 PS) bei 6500/min            | 206 kW (280 PS) bei 6500/min            |
| Leistung maximal                   | Verbrennungsmotor                  | 53 kW (72 PS) bei 6000/min              | 92 kW (125 PS) bei 6600/min             | 68 kW (92 PS) bei 5500/min                             | 68 kW (92 PS) bei 5500/min              | 192 kW (261 PS) bei 6500/min            | 206 kW (280 PS) bei 6500/min            |
| Leistung maximal                   | Elektromotor                       | —                                       | —                                       | 59 kW (80 PS)                                          | 62 kW (84 PS)                           | —                                       | —                                       |
| Drehmoment maximal                 | Systemdrehmoment                   | 93 Nm bei 4400/min                      | 153 Nm bei 4800–5000/min                | n. b.                                                  | n. b.                                   | 360 Nm bei 3000–4600/min                | 390 Nm bei 3250–4600/min                |
| Drehmoment maximal                 | Verbrennungsmotor                  | 93 Nm bei 4400/min                      | 153 Nm bei 4800–5000/min                | 120 Nm bei 3600–4800/min                               | 120 Nm bei 3600–4800/min                | 360 Nm bei 3000–4600/min                | 390 Nm bei 3250–4600/min                |
| Drehmoment maximal                 | Elektromotor                       | —                                       | —                                       | 141 Nm                                                 | 185 Nm                                  | —                                       | —                                       |
| Abgasreinigung (Verbrennungsmotor) | Abgasreinigung (Verbrennungsmotor) | Otto-Partikelfilter                     | Otto-Partikelfilter                     | Otto-Partikelfilter                                    | Otto-Partikelfilter                     | Otto-Partikelfilter                     | Otto-Partikelfilter                     |
| Antrieb                            |                                    |                                         |                                         |                                                        |                                         |                                         |                                         |
| Antriebsart                        | Antriebsart                        | Vorderrad                               | Vorderrad                               | Vorderrad                                              | Vorderrad                               | Allrad                                  | Allrad                                  |
| Getriebe                           | Serienmäßig                        | 5-Gang-Schaltgetriebe                   | 6-Gang-Schaltgetriebe                   | (elektrisches) Stufenloses Getriebe                    | (elektrisches) Stufenloses Getriebe     | 6-Gang-Schaltgetriebe                   | 6-Gang-Schaltgetriebe                   |
| Getriebe                           | Optional                           | —                                       | Stufenloses Getriebe                    | —                                                      | —                                       | —                                       | 8-Gang-Automatikgetriebe                |
| Messwerte                          |                                    |                                         |                                         |                                                        |                                         |                                         |                                         |
| Höchstgeschwindigkeit              | Höchstgeschwindigkeit              | 160 km/h                                | 180 km/h [180 km/h]                     | 175 km/h                                               | 175 km/h                                | 230 km/h                                | 230 km/h [230 km/h]                     |
| Beschleunigung 0–100 km/h          | Beschleunigung 0–100 km/h          | 14,6 s                                  | 9,0 s [10,2 s]                          | 9,7 s                                                  | 9,2 s                                   | 5,5 s                                   | 5,5 s [5,5 s]                           |
| Verbrauch in l/100 km nach WLTP    | Kurzstrecke                        | 6,3                                     | 6,9                                     | 2,9                                                    | 3,4                                     | 10,2                                    | 11,5 [14,9]                             |
| Verbrauch in l/100 km nach WLTP    | Stadtrand                          | 5,0                                     | 5,0                                     | 3,0                                                    | 3,3                                     | 7,9                                     | 8,3–8,4 [9,4]                           |
| Verbrauch in l/100 km nach WLTP    | Landstraße                         | 4,8                                     | 4,5                                     | 3,5                                                    | 3,8                                     | 7,2                                     | 7,5–7,6 [8,1]                           |
| Verbrauch in l/100 km nach WLTP    | Autobahn                           | 6,4                                     | 5,3                                     | 5,0                                                    | 5,4                                     | 8,6                                     | 8,9–9,0 [8,8]                           |
| Verbrauch in l/100 km nach WLTP    | kombiniert                         | 5,6                                     | 5,2                                     | 3,8                                                    | 4,2                                     | 8,2                                     | 8,7 [9,5]                               |
| CO2-Emission                       | CO2-Emission                       | 127 g/km                                | 122 g/km                                | 87 g/km                                                | 95 g/km                                 | 186 g/km                                | 197–198 g/km [215 g/km]                 |
| Maße und Gewichte                  |                                    |                                         |                                         |                                                        |                                         |                                         |                                         |
| Leergewicht                        | Leergewicht                        | 960 kg                                  | 1065 kg                                 | 1090 kg                                                | 1090 kg                                 | 1356 kg                                 | 1356–1368 kg                            |
| Schadstoffklasse                   | Schadstoffklasse                   | Euro 6d-ISC-FCM (WLTP) 36AP-AR          | Euro 6d-ISC-FCM (WLTP) 36AP-AR          | Euro 6d-ISC-FCM (WLTP) 36AP-AR (seit 01/2024: Euro 6e) | Euro 6e                                 | Euro 6d-ISC-FCM (WLTP) 36AP-AR          | Euro 6e                                 |
| Tankinhalt                         | Tankinhalt                         | 42 l                                    | 42 l                                    | 36 l                                                   | 36 l                                    | 50 l                                    | 50 l                                    |

Werte in eckigen Klammern gelten für Modelle mit optionalem Getriebe.

## Zulassungszahlen in Deutschland
Siehe Übersichtsartikel zum Fahrzeugmodell.